# Justynówka (Lublin)
Justynówka (prononciation [ justɨˈnufka]) est un village de la gmina de Tomaszów Lubelski, du powiat de Tomaszów Lubelski, dans la voïvodie de Lublin, situé dans le sud-est de la Pologne.
Il se situe à environ 7 kilomètres au nord-est de Tomaszów Lubelski (siège de la gmina et du powiat) et 107 kilomètres au sud-est de Lublin (capitale de la voïvodie).
Le village compte approximativement une population de 230 habitants.

## Administration
De 1975 à 1998, le village était attaché administrativement à l'ancienne voïvodie de Zamość.

Depuis 1999, il fait partie de la nouvelle voïvodie de Lublin.